# Проект 723 (железнодорожные паромы)
Проект 723 (тип «Волга») — проект железнодорожного парома, разработанный в СССР в середине 1940-х годов. По проекту 723 было построено 4 парома, работавших на переправе через реку Амур в Комсомольске-на-Амуре. По модификациям 723-бис (тип «Надым») и 723-у (тип «Северный») было построено ещё 4 парома, эксплуатировавшихся на Керченской паромной переправе в Керчи.
Разработкой проекта 723 занималось ЦКБ-51 (в настоящее время — ОАО КБ «Вымпел», Нижний Новгород), главный конструктор — А. С. Рачков. Паромы проекта 723 строились на Заводе № 199 (ныне — Амурский судостроительный завод, Комсомольск-на-Амуре), проектов 723-бис и 723-у — на Заводе № 402 (в настоящее время — ОАО «ПО „Севмаш“», Северодвинск).

## Конструктивные особенности
Габаритная длина парома составляла 90 метров, ширина — 18 метров, осадка при полной загрузке — 3 метра, полное водоизмещение — около 3400 тонн. Корпус электросварной конструкции формировался из листовой стали толщиной 10 мм, а в районе ледового пояса усиливался 16 мм металла и специальными подкреплениями. Судно могло самостоятельно ходить во льдах толщиной до 20 см.
Паром вмещал 32 двухосных грузовых вагона или 16 четырёхосных. Для обеспечения загрузки и выгрузки вагонов в местностях, где наблюдается значительный перепад уровней воды, каждый паром был оборудован лифтовым вагоноподъёмником, установленным в носовой части судна. Подъёмник поднимал вагоны весом до 90 тонн на высоту до 5 метров. Позже была создана модификация 723-у, которая отличалась удлинённой платформой вагоноподъёмника, позволявшей принимать пассажирские вагоны. При перевозке пассажирского поезда на пароме могло разместиться до 8 четырёхосных пассажирских вагонов.

## Эксплуатация

### Паромная переправа в Комсомольске-на-Амуре

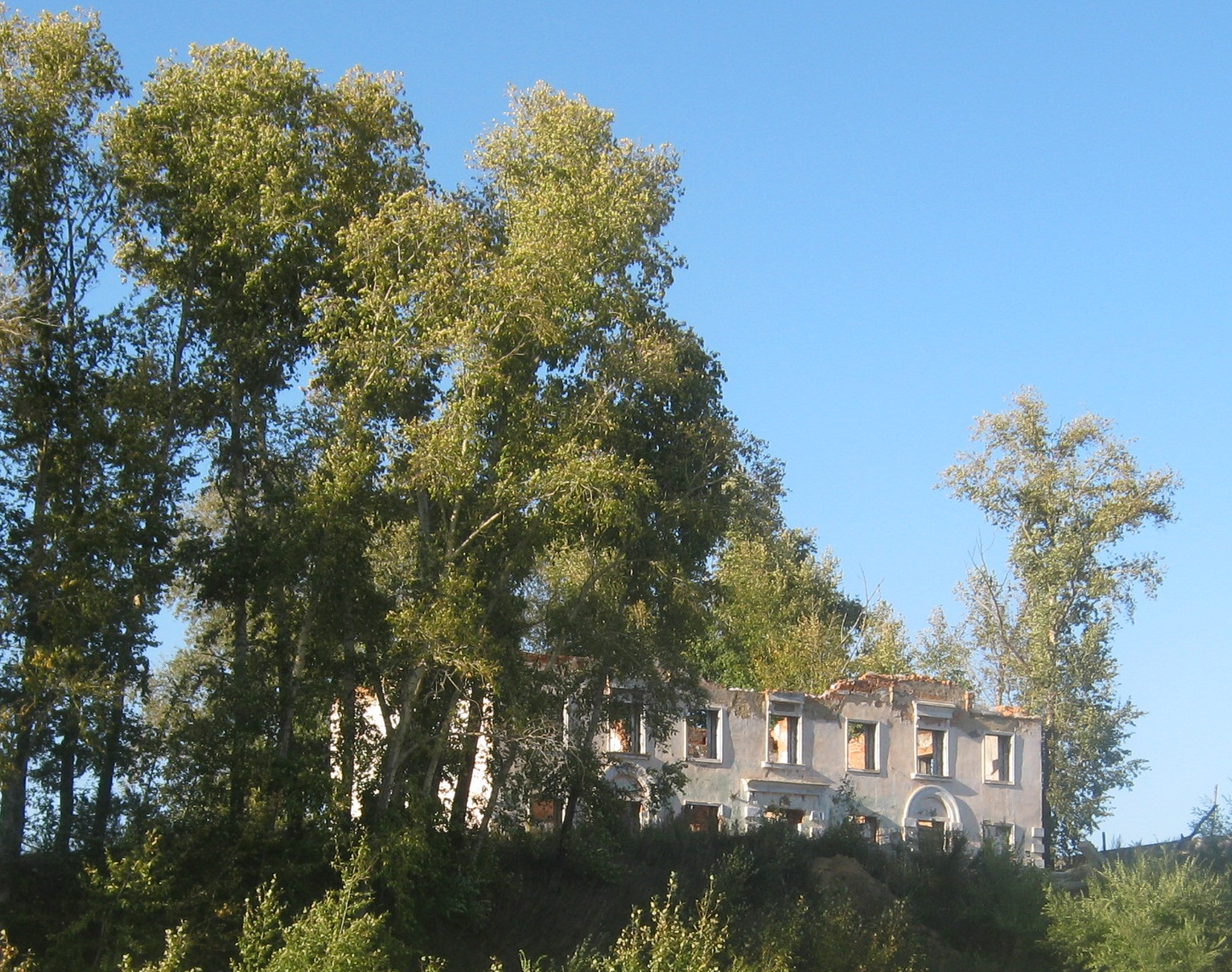
Бывшее здание управления паромной переправы в Комсомольске-на-Амуре (2012 год)

Предварительные работы по проекту моста через реку Амур велись с 1939 года, однако, начавшаяся Вторая мировая война вынудила отказаться от строительства моста и заменить его более дешёвой альтернативой — паромной переправой.
Первые два парома проекта 723 — «Волга» (до 1952 года — «Паром № 1») и «Дон» (до 1952 года — «Паром № 2») — были построены в 1945 году на Амурском судостроительном заводе, и 31 июля того же года переправа через Амур была открыта. Протяжённость переправы составила 7 км. В зимнее время поезда пересекали Амур по проложенным через замёрзшую реку рельсам. В 1951 году к работе на переправе подключились ещё два парома — «Амур» и «Комсомольск».
Паромная переправа в Комсомольске-на-Амуре просуществовала 30 лет. 26 сентября 1975 года состоялось торжественное открытие моста через реку Амур. Паром «Комсомольск» протяжным гудком приветствовал первый прошедший по мосту поезд, а также последний рейс на переправе.
После закрытия переправы два парома были проданы Китаю, оставшиеся два — порезаны на металл.

### Керченская паромная переправа

Паром «Чулым» (с 1955 года — «Южный») на ходовых испытаниях

15 апреля 1950 года на Заводе № 402 были заложены два парома модернизированного проекта 723-бис. Паромы, названные «Надым» и «Заполярный», являлись первыми в серии из четырёх судов, предназначавшихся для работы на Трансполярной магистрали — на железнодорожных переправах через Енисей в Ермаково и через Обь в Салехарде.
Вторую пару судов — «Северный» и «Чулым» — заложили 25 мая 1951 года, эти два парома строились по проекту 723-у. «Надым» и «Заполярный» вошли в состав советского флота 31 июля 1951 года, «Северный» и «Чулым» — 31 июля 1952 года.
Во второй половине 1951 года «Надым» прибыл в Игарку, а «Заполярный» — в Салехард. «Северный» и «Чулым» отправиться на Трансполярную магистраль не успели — работы по строительству магистрали были внезапно остановлены, а все четыре судна перенаправлены на новую переправу в Керченском проливе, при этом «Надым» переименовали в «Восточный», а «Чулым» — в «Южный».
Поскольку перепад уровней воды в Керченском проливе небольшой, с паромов демонтировали вагоноподъёмники, вместо них использовали установленные на берегу П-образные подъёмники, опускавшие на паром разводной мост с железнодорожными путями. В результате, все четыре парома получили возможность загружаться как грузовыми так и пассажирскими вагонами. Также, паромы занимались перевозкой автомобилей — на свободном от вагонов месте в носовой части судна могло разместиться несколько машин. Иногда паромы выполняли рейсы без вагонов — заполнив всю палубу автотранспортом.
За время эксплуатации на Керченской переправе над паромами провели ряд технических доработок, например, расширили площадь верхней палубы, а на «Южном» надстроили дополнительный ярус ходовой рубки.
На Керченской переправе паромы прослужили почти 40 лет. Первым был списан «Восточный» — в 1987 году. В это же время прекратилось движение пассажирских поездов через Керченскую переправу — старые, изношенные паромы были признаны небезопасными для пассажирских перевозок. «Южный» и «Заполярный» списали в 1989 и 1991 годах соответственно. Последний оставшийся железнодорожный паром — «Северный» — до 1996 года занимался перевозкой товарных составов, затем несколько лет простоял в порту «Крым», после чего его также отправили на слом.
Железнодорожное сообщение на Керченской паромной переправе возобновилось лишь в 2004 году с приходом новых железнодорожных паромов.

## Список паромов, построенных по проектам 723, 723-бис, 723-у
| Название      | Проект  | Изготовитель | Заводской номер | Год постройки | Год списания | Позывной   | Порт приписки        | Примечания                 |
| ------------- | ------- | ------------ | --------------- | ------------- | ------------ | ---------- | -------------------- | -------------------------- |
| «Волга»       | 723     | Завод № 199  | 9               | 1945          | нет данных   | нет данных | Комсомольск-на-Амуре | До 1952 года — «Паром № 1» |
| «Дон»         | 723     | Завод № 199  | 10              | 1945          | нет данных   | нет данных | Комсомольск-на-Амуре | До 1952 года — «Паром № 2» |
| «Амур»        | 723     | Завод № 199  | 37              | 1951          | нет данных   | нет данных | Комсомольск-на-Амуре |                            |
| «Комсомольск» | 723     | Завод № 199  | 38              | 1951          | нет данных   | нет данных | Комсомольск-на-Амуре |                            |
| «Восточный»   | 723-бис | Завод № 402  | 217             | 1951          | 1987         | UQTL       | Керчь                | До 1955 года — «Надым»     |
| «Заполярный»  | 723-бис | Завод № 402  | 218             | 1951          | 1991         | URAQ       | Керчь                |                            |
| «Северный»    | 723-у   | Завод № 402  | 219             | 1952          | 2002         | UQTJ       | Керчь                |                            |
| «Южный»       | 723-у   | Завод № 402  | 220             | 1952          | 1989         | UQTK       | Керчь                | До 1955 года — «Чулым»     |